# Łukasz Talik
Łukasz Talik (ur. 15 października 1984 w Bielsku-Białej) – polski wokalista, prawnik, aktor filmowy, teatralny, telewizyjny i dubbingowy, lektor, piosenkarz, gitarzysta, reżyser, piłkarz, scenarzysta, tenisista i autor tekstów. Absolwent Studium Wokalno-Aktorskiego im. Danuty Baduszkowej przy Teatrze Muzycznym w Gdyni. Od 2008 roku pracuje jako lektor.

## Role teatralne

### Teatr Muzyczny im. D. Baduszkowej w Gdyni
- Fame (reż. Małgorzata Talarczyk) – przedstawienie dyplomowe IV roku Studium Wokalno-Aktorskiego im. Danuty Baduszkowej
- Jesus Christ Superstar (reż. Maciej Korwin) jako żołnierz oraz w zespole wokalnym
- Footloose. Wrzuć luz (2006, reż. Maciej Korwin) jako Garvin
- Kiss Me, Kate (2006, reż. Maciej Korwin) jako Gremio / Flynt

### Teatr Miejski im. W. Gombrowicza w Gdyni
- Wizyta starszej pani (2004, reż. Jacek Bunsch) jako dziennikarz
- 101 Dalmatyńczyków (2005, reż. Jerzy Bielunas) jako Doberman, Szczur, Mały Dalmatyńczyk, Agent
- Don Kichote (2005, reż. Jacek Bunsch) jako Balwierz, Zakonnik II, Mulnik
- Piaf (2005, reż. Jan Szurmiej) jako Mały Louise, Lucien, Theo Sarapo
- Zorba (2006, reż. Jan Szurmiej) jako Panayotis (Turek), Admirał francuski

### Teatr Rampaw Warszawie
- Jajokracja (2007, reż. Jan Szurmiej) jako Wojak P
- Tajemniczy ogród (2007, reż. Cezary Domagała) jako Dick Sowerby
- Rent (2014), reż. Jakub Szydłowski jako Tom Collins[1]

### Teatr Muzyczny „Roma” w Warszawie
- Upiór w operze (2008, reż. Wojciech Kępczyński) jako wicehrabia Raoul de Chagny (od 29 marca 2008) oraz w zespole wokalnym (obsada premierowa – 15 marca 2008)

### Teatr Powszechny im. Jana Kochanowskiego w Radomiu
- Carmen Latina (2010, reż. Tomasz Dutkiewicz) jako Jose

### Teatr Studio Buffo
- Polita (2011, reż. Janusz Józefowicz)  - jako Goldwyn

### Opera i Filharmonia Podlaska
- Upiór w Operze (2013, reż. Wojciech Kępczyński)  - jako Raoul de Chagny

## Filmografia
- 2006: Faceci do wzięcia (odc. 16)
- 2006: Sąsiedzi' jako sprzedawca w sklepie sportowym (odc. 111)
- 2007: Kryminalni  –  jako biegający chłopak (odc. 87)
- 2009: Synowie jako klient (odc. 12 drugiej serii,)

## Role dubbingowe
- 2019: Overwatch - Baptiste
- 2014: Totalna Porażka na wyspie Pahkitew - Chris McClean
- 2014: Totalna Porażka: Plejada gwiazd - Chris McClean
- 2012: Barbie Life in the Dreamhouse – Randy Bravo
- 2012: Totalna Porażka: Zemsta Wyspy - Chris McClean
- 2010: League of Legends - Ezreal
- 2010: Totalna Porażka w trasie - Chris McClean
- 2010: Camp Rock 2: Wielki finał - Luke Williams
- 2010: Umizoomi – Bot
- 2010: Hero 108 –
  - Sparky B,
  - Sparky W
- 2009: Plan Totalnej Porażki – Chris McClean
- 2009: Tatastrofa –
  - Jeff Zimer,
  - Fan
- 2009: Program ochrony Księżniczek – Ed
- 2009: Nie ma to jak statek – Marcus Little i Sean Kingston
- 2008: Batman: Odważni i bezwzględni – Zielona Strzała
- 2008: Słoneczna Sonny – Nico
- 2008: Nouky i przyjaciele – Paco
- 2007: Will i Dewitt – Todd
- 2007: Tropiciele zagadek (odc. 16, 17, 19, 20) –
  - Pracownik Poczty,
  - Benek,
  - Patryk,
  - Kierowca,
  - Charlie
- 2007–2008:Wyspa totalnej porażki –
  - Chris McClean,
  - Justin
- 2006: Hannah Montana –
  - Jesse (odc. 73-74 82-83),
  - Male Announcer (odc. 78-79)
- 2005: Pieskie życie – Rondel
- 2005: Chłopięca przyjaźń – Thomas
- 2004–2008: Batman – Oliver Queen / Zielona Strzała
- 2003: Świat nonsensów u Stevensów – Gil
- 2002: Siostrzane rozgrywki – Galen
- 2000: Leć, leć w przestworza – Adam
- 1999: Johnny Tsunami – Randy
- 1988–1994: Garfield i przyjaciele – Miś Bertie (odc. 45-46)

inne:
Epizody, gwary w dubbingu: Świat nonsensów u Stevensów; Czarodzieje z Waverly Place; Madagwiazdka; Wirtualny ideał; Kadet Kelly
Piosenki w dubbingu: George prosto z drzewa (tytułowa); Willy Fogg - w 80 dni dookoła świata; Detektyw Glup (końcowa); Finley, wóz strażacki; Słowami Ginger; Animalia; Garfield i przyjaciele; Opowieść wigilijna

## Koncerty
- 16 grudnia 2005 – Przejście przez morze. Kolęda (Ernest Bryll, muz. Zygmunt Konieczny, reż. Maciej Korwin i Bernard Szyc, Kościół oo. Franciszkanów w Gdyni)
- 4 lutego 2006 – Błogosławieni... Pieśni gospel – program składany, reż. Renata Gosławska
- 6 czerwca 2007 – koncert dyplomowy absolwentów Studium Wokalno-Aktorskiego w Teatrze Muzycznym im. D. Baduszkowej w Gdyni – utwór My Way Franka Sinatry
- 23 czerwca 2008 – gościnny udział w pokazie artystycznym Warsztatowej Akademii Musicalowej (Teatr Żydowski w Warszawie – utwór Close Every Door z musicalu Józef i cudowny płaszcz snów w technikolorze oraz utwór Zbrodnia z musicalu Jekyll & Hyde)
- 12 września 2008 – gościnny udział w koncercie Rodziny Gospel w ramach Międzynarodowego Festiwalu Gospel w Warszawie - występ z zespołem Sound'n'Grace
- 26 lutego 2009 – gościnny udział w koncercie Warsztatowej Akademii Musicalowej (Teatr Muzyczny „Roma” – utwór O tyle proszę cię z musicalu Upiór w operze)